# Рудневка (река)
Рудневка — река в России, протекает по Вышневолоцкому району Тверской области. Впадает в озеро Мстино. Длина реки составляет 2,8 км.

## Данные водного реестра
По данным государственного водного реестра России относится к Балтийскому бассейновому округу, водохозяйственный участок реки — Мста без р. Шлина от истока до Вышневолоцкого, речной подбассейн реки — Волхов. Относится к речному бассейну реки Нева (включая бассейны рек Онежского и Ладожского озера).
Код объекта в государственном водном реестре — 01040200212102000020131.

## Топографические карты
- Лист карты O-36-82 Мста. Масштаб: 1 : 100 000. Состояние местности на 1980 год. Издание 1986 г.
- Лист карты O-36-81 Бологое. Масштаб: 1 : 100 000. Состояние местности на 1983 год. Издание 1986 г.